# Nikolai Smirnov (matemático)
Nikolai Vasilyevich Smirnov (em russo:  Николай Васильевич Смирнов) (17 de outubro de 1900 – 2 de junho de 1966) foi um matemático soviético russo conhecido por seu trabalho em vários campos, incluindo teoria da probabilidade e estatística.
Os principais trabalhos de Smirnov em estatística matemática e teoria da probabilidade foram dedicados à investigação de distribuições limite por meio do comportamento assintótico de integrais múltiplas à medida que a multiplicidade aumenta com o limite. Ele foi um dos criadores dos métodos não paramétricos em estatística matemática e da teoria das distribuições limite de estatísticas de ordem.

## Biografia
Smirnov nasceu em 17 de outubro de 1900, em Moscou, na família de um funcionário da igreja que também trabalhava como funcionário no escritório do Teatro Bolshoi. Ele completou sua educação no ginásio durante a Primeira Guerra Mundial, durante a qual serviu em várias unidades médicas do exército.
Após a Revolução de Outubro, Smirnov juntou-se às fileiras do Exército Vermelho. Durante esse período, ele se interessou por filosofia e filologia, o que moldou seus interesses posteriores pela matemática. Sugere-se que Smirnov foi influenciado pelos trabalhos de Velimir Khlebnikov, que enfatizou que os resultados mais frutíferos nas artes e humanidades só poderiam ser alcançados após uma compreensão completa das ciências naturais. De acordo com o testemunho de um amigo, o artista SP Isakov, Smirnov, seguindo esse conselho, ingressou na Universidade Estadual de Moscou após sua dispensa do exército em 1921 e concentrou sua atenção no estudo da matemática.
Smirnov se formou na Faculdade de Física e Matemática da Universidade Estadual de Moscou e, a partir de 1926, lecionou matemática por muitos anos na Academia Agrícola Timiryazev, no Instituto Pedagógico da Cidade de Moscou e na Universidade Estadual de Moscou. Durante esse período, Smirnov estreitou seus focos de pesquisa para os campos da teoria da probabilidade e estatística matemática. O período inicial de pesquisa de Smirnov terminou em 1938 com a defesa de sua tese de doutorado "Sobre a aproximação das leis de distribuição de variáveis aleatórias" (em russo: Об аппроксимации законов распределения случайных величин), que serviu de base para seu trabalho em testes não paramétricos pelos quais ele ficou conhecido mais tarde.
Após sua dissertação, Smirnov iniciou pesquisas no Instituto Steklov de Matemática em 1938, onde trabalhou pelo resto de sua vida. Enquanto estava no instituto, ele obteve novos resultados fundamentais em estatística não paramétrica e também estudou as distribuições limite de critérios não paramétricos, a teoria de grandes desvios e as distribuições limite para termos de séries variacionais . Por esta série de trabalhos, Smirnov recebeu o Prêmio Estadual em 1951. Em 1957, foi nomeado Chefe de Estatística Matemática no Instituto Steklov.
Em 1960, Smirnov foi eleito membro correspondente da Academia de Ciências da URSS, em reconhecimento por suas contribuições ao avanço da estatística matemática.
Smirnov morreu em 2 de junho de 1966. Sua morte repentina e inesperada fez com que ele deixasse muitos trabalhos inconclusos em genética matemática, à qual ele havia retornado nos últimos anos de sua vida com a intenção de publicar numerosos trabalhos.

## Contribuições para a Estatística
Juntamente com Andrey Kolmogorov, Smirnov desenvolveu o teste Kolmogorov–Smirnov e participou da criação do critério Cramér–von Mises–Smirnov.
Smirnov fez grandes esforços para popularizar e disseminar amplamente métodos de estatística matemática nas ciências naturais e na engenharia. Na década de 1950, ele foi um dos primeiros matemáticos soviéticos a compilar manuais modernos sobre o uso de estatística na engenharia. Seus livros didáticos e manuais sobre a aplicação prática de métodos probabilísticos e estatísticos foram usados na URSS e no exterior. Juntamente com LN Bol'shev, Smirnov publicou uma série de tabelas de várias funções especiais mais frequentemente usadas na teoria da probabilidade e na estatística matemática, continuando o trabalho iniciado na URSS por seu colega Eugen Slutsky, fazendo contribuições importantes para a matemática computacional moderna. Em 1970, sob a direção de LN Bol'shev, obras selecionadas de Smirnov foram publicadas.

## Honrarias
Smirnov foi condecorado com o Prêmio de Estado da URSS em 1951. Em 1953, ele recebeu a Ordem da Bandeira Vermelha do Trabalho.

## Trabalhos notáveis
- NV Smirnov e IV Dunin-Barkovskii, "Curso de curta duração de estatística matemática para aplicações técnicas", Moscou, 1959.
- NV Smirnov, "Distribuições limite para os termos de uma série variacional", Trudy Mat. Inst. Steklov. , 25, Acadêmico. Ciência. URSS, Moscou–Leningrado, 1949.
- NV Smirnov, "Tabelas de integrais normais de probabilidades, densidades normais e derivadas normalizadas", Editora da Academia de Ciências da URSS, Moscou, 1960.
- NV Smirnov e LN Bol'shev, "Tabelas de Estatística Matemática", Nauka, Moscou, 1965
- NV Smirnov, "Probabilidade e Estatística Matemática: Obras Selecionadas", Nauka, Moscou, 1970.